# Isodon inamii
Isodon inamii là một loài thực vật có hoa trong họ Hoa môi. Loài này được Murata mô tả khoa học đầu tiên năm 1972.